# 拉丁美洲学院预备学院
拉丁美洲学院预备学院（简称）是美国加州圣荷西市的一座特许高中，坐落于圣荷西的东城工会高中区内，并专门为400多位来自西班牙语家庭的高中生提供一个大學預備學校环境。该校由“全国西班牙裔大学”所经营。
学校为所有学生免费提供墨西哥式的家常菜。还有大型图书馆。学校有许多捐款，几乎所有学生可以获得奖学金去念附近的西班牙裔大学。截至2006年该校的校长是。
2005－2006学年国家测试结果表明，各年级、科目有了重大改进。 高二年级的班级倍增英语测验成绩，击败州和县平均数。 特别重要的是该学校是专门为英语学习者而设计的。学校有一份每月发行的双语小报（AQUI LCPA），在2006年全国学术新闻奖中，因为报导滥用冰毒的事情而名列第十位。
在2006年该校的高级层次西班牙语课程赢得了好评，而所有学生都通过了期末考试。